# Михаил Давидов (кмет)
Михаил Васев Давидов е български учител и политик.

## Биография
Роден е през 1861 година в град Кюстендил. Завършва местното двукласно училище. Учи при видните кюстендилски учители по онова време Тодор Пеев и Димитър Македонски.
След Освобождението работи като учител. Става член на Либералната партия, а след 1887 година – на образуваната от доктор Васил Радославов партия под същото име. През 1887 – 1894 г. е опозиционер, като либерал-радославист е народен представител в V обикновено народно събрание (1887 – 1890) и в Х обикновено народно събрание (1899), което му позволява да влияе в управлението на Кюстендил. След последвалото разцепление на партията през 1904 г. преминава в редовете на новообразуваната от Димитър Тончев и Тодор Иванчов Младолиберална партия.
На 1 май 1899 г. Михаил Давидов е избран за кмет на Кюстендил. Ползва се с добро име сред гражданството и е поддържан от силните в града либерални партии. Кметува три пълни мандата (1 май 1899 – 8 август 1908) и по продължителност на кметския пост е на 2-ро място след Христо Лекарски. За кратко време (18 юли – 12 септември 1902 г.) е отстранен по политически причини от правителството на Стоян Данев. Замества го популярният революционер Димитър Беровски, председател на Тричленна комисия, която управлява кметството. На 12 септември 1902 г. Михаил Давидов е възстановен на кметския пост.
Като дългогодишен и способен кмет на града допринася много за благоустрояването, за икономическото и културно развитие на града. По време на неговото кметуване са реализирани значителни обществени, културни и благоустройствени мероприятия: оформя се централният градски площад „Св. св. Кирил и Методий“; построява се централната градска баня „Чифте баня“; каптира се топлата минерална вода в махалата „Кайнарлък“; довършва се залесяването на „Хисарлъка“ и прокарване на първата алея в него (от „Баглака“ до „Св. Четиридесет мъченици“); завършва строителството на сградата на читалище „Братство“ и е тържествено открита на 8 ноември 1907 г.; започва строителство на училище „Марин Дринов“; открива се Тъкаческо-килимарско училище; започва строителството на държавната мъжка гимназия; премества се циганското население от местностите „Катранлия“ и „Големия мост“ в градската мера на левия бряг на река Банщица.
След 1903 г. се отпускат значителни суми за настаняване и издръжка на голям брой бежански семейства от Македония; през юни 1907 г. Общинският съвет приема решение за запазване на всички старини и монументални здания, надгробни и други паметници, антики, надписи по камъни и др., като подвижните се събират, за да се образува общински музей.
На 8 август 1908 г. Общинският съвет е разтурен от новото правителство на Демократическата партия. Михаил Давидов е освободен от кметския пост. Започва търговска дейност с плодове и спиртни напитки и с комисионерство, обаче не успява и в момент на финансови затруднения през 1910 г. се самоубива.